# AVM
AVM is een vrachtwagenmerk opgericht in Harare, Zimbabwe.
AVM werd opgericht in 1972 en gebruikt vooral onderdelen van DAF. De geproduceerde vrachtwagens hebben veelal een 6x4 aandrijving en zijn speciaal ontwikkeld voor de omstandigheden is Zimbabwe. Er is maar 1 type AVM in productie; een vrachtwagen met 55 ton laadvermogen. Heel speciaal aan de AVM is dat het model standaard ingericht is voor het trekken van twee aanhangers.